# Андора на Зимским олимпијским играма 1976.
Андори је ово било прво учешће како на Зимским олимпијским играма, тако и на Олимпијским играма уопште. Делегацију Андоре, на Зимским олимпијским играма 1976. у Инзбруку представљао је 5 мушких такмичара који су учествовали у три дисцилине једног спорта. Спортисти Андоре нису освојили ниједну медаљу.

## Учесници по спортовима
| Спорт          | Мушкарци | Жене | Укупно |
| -------------- | -------- | ---- | ------ |
| Алпско скијање | 5        | 0    | 5      |
| Укупно(1)      | 5        | 0    | 5      |

## Алпско скијање

### Мушкарци
| Такмичар       | Дисциплина | Резултати    | Резултати    | Резултати    | Резултати    | Пласман/учес. (укуп.) |
| Такмичар       | Дисциплина | 1. трка      | 2. трка      | Укупно       | Заостатак    | Пласман/учес. (укуп.) |
| -------------- | ---------- | ------------ | ------------ | ------------ | ------------ | --------------------- |
| Антонио Креспо | Спуст      |              |              | 1:58,72      | 12,99        | 59 / 66 (74)          |
| Антонио Креспо | Велеслалом | Није завршио | Није завршио | Није завршио | Није завршио | Није завршио          |
| Антонио Креспо | Слалом     | Није завршио | Није завршио | Није завршио | Није завршио | Није завршио          |
| Карлос Фонт    | Спуст      |              |              | 2:01,75      | 15,02        | 62 / 66 (74)          |
| Карлос Фонт    | Велеслалом | 2:11,03 (76) | 2:14,62 (48) | 4:25,65      | 58,68        | 48 / 52 (92)          |
| Карлос Фонт    | Слалом     | 1:24,98 (44) | 1:31,54 (38) | 2:56,52      | 53,23        | 38 / 38 (94)          |
| Хавијер Арени  | Спуст      | Није завршио | Није завршио | Није завршио | Није завршио | Није завршио          |
| Хавијер Арени  | Велеслалом | Није завршио | Није завршио | Није завршио | Није завршио | Није завршио          |
| Хавијер Арени  | Слалом     | Није завршио | Није завршио | Није завршио | Није завршио | Није завршио          |
| Естеве Томас   | Велеслалом | Није завршио | Није завршио | Није завршио | Није завршио | Није завршио          |
| Антони Науди   | Слалом     | Није завршио | Није завршио | Није завршио | Није завршио | Није завршио          |